# Alzano 1909 Virescit Football Club 1997-1998
Questa pagina raccoglie le informazioni riguardanti l'Alzano 1909 Virescit Football Club nelle competizioni ufficiali della stagione 1997-1998.

## Rosa
| N. |                   | Ruolo | Calciatore              |
| -- | ----------------- | ----- | ----------------------- |
|    | Italia (bandiera) | C     | Marco Asara             |
|    | Italia (bandiera) | D     | Arnaldo Bonfanti        |
|    | Italia (bandiera) | A     | Matteo Bonomi           |
|    | Italia (bandiera) | D     | Edoardo Brivio          |
|    | Italia (bandiera) | P     | Massimiliano Cecchinato |
|    | Italia (bandiera) | C     | Luca Conca              |
|    | Italia (bandiera) | D     | Mario Donadoni          |
|    | Italia (bandiera) | A     | Giacomo Ferrari         |
|    | Italia (bandiera) | A     | Claudio Gallicchio      |
|    | Italia (bandiera) | D     | Ruben Garlini           |
|    | Italia (bandiera) | C     | Armando Madonna         |
|    | Italia (bandiera) | A     | Antonio Marotta         |
|    | Italia (bandiera) | D     | Luigi Martinelli        |

| N. |                   | Ruolo | Calciatore           |
| -- | ----------------- | ----- | -------------------- |
|    | Italia (bandiera) | A     | Massimiliano Memmo   |
|    | Italia (bandiera) | A     | Claudio Milanese     |
|    | Italia (bandiera) | C     | Antonio Obbedio      |
|    | Italia (bandiera) | D     | Andrea Quaglia       |
|    | Italia (bandiera) | P     | Marco Rama           |
|    | Italia (bandiera) | D     | Massimiliano Rindone |
|    | Italia (bandiera) | C     | Roberto Romualdi     |
|    | Italia (bandiera) | D     | Valentino Rossoni    |
|    | Italia (bandiera) | P     | Luigi Simoni         |
|    | Italia (bandiera) | D     | Mario Solimeno       |
|    | Italia (bandiera) | C     | Pier Angelo Zanini   |
|    | Italia (bandiera) | C     | Damiano Zenoni       |

## Risultati

### Campionato

#### Girone di andata
| 31 agosto 1997 1ª giornata | Carpi | 2 – 1 | Alzano Virescit |  |

| 7 settembre 1997 2ª giornata | Alzano Virescit | 2 – 1 | Pistoiese |  |

| 14 settembre 1997 3ª giornata | Alzano Virescit | 0 – 0 | Lecco |  |

| 21 settembre 1997 4ª giornata | Lumezzane | 2 – 0 | Alzano Virescit |  |

| 28 settembre 1997 5ª giornata | Alzano Virescit | 1 – 1 | Fiorenzuola |  |

| 5 ottobre 1997 6ª giornata | Cesena | 0 – 0 | Alzano Virescit |  |

| 12 ottobre 1997 7ª giornata | Alzano Virescit | 3 – 1 | Siena |  |

| 19 ottobre 1997 8ª giornata | Cremonese | 1 – 1 | Alzano Virescit |  |

| 26 ottobre 1997 9ª giornata | Alzano Virescit | 2 – 1 | Carrarese |  |

| 9 novembre 1997 10ª giornata | Como | 3 – 2 | Alzano Virescit |  |

| 16 novembre 1997 11ª giornata | Brescello | 2 – 1 | Alzano Virescit |  |

| 23 novembre 1997 12ª giornata | Alzano Virescit | 2 – 0 | Prato |  |

| 30 novembre 1997 13ª giornata | Alessandria | 0 – 0 | Alzano Virescit |  |

| 14 dicembre 1997 14ª giornata | Alzano Virescit | 2 – 0 | Montevarchi |  |

| 21 dicembre 1997 15ª giornata | Saronno | 0 – 0 | Alzano Virescit |  |

| 28 dicembre 1997 16ª giornata | Alzano Virescit | 1 – 1 | Modena |  |

| 11 gennaio 1998 17ª giornata | Livorno | 3 – 1 | Alzano Virescit |  |

#### Girone di ritorno
| 18 gennaio 1998 18ª giornata | Alzano Virescit | 3 – 2 | Carpi |  |

| 25 gennaio 1998 19ª giornata | Pistoiese | 0 – 0 | Alzano Virescit |  |

| 1º febbraio 1998 20ª giornata | Lecco | 0 – 1 | Alzano Virescit |  |

| 8 febbraio 1998 21ª giornata | Alzano Virescit | 1 – 0 | Lumezzane |  |

| 15 febbraio 1998 22ª giornata | Fiorenzuola | 0 – 0 | Alzano Virescit |  |

| 22 febbraio 1998 23ª giornata | Alzano Virescit | 1 – 2 | Cesena |  |

| 1º marzo 1998 24ª giornata | Siena | 2 – 4 | Alzano Virescit |  |

| 8 marzo 1998 25ª giornata | Alzano Virescit | 3 – 1 | Cremonese |  |

| 15 marzo 1998 26ª giornata | Carrarese | 0 – 0 | Alzano Virescit |  |

| 22 marzo 1998 27ª giornata | Alzano Virescit | 2 – 1 | Como |  |

| 5 aprile 1998 28ª giornata | Alzano Virescit | 2 – 0 | Brescello |  |

| 11 aprile 1998 29ª giornata | Prato | 0 – 3 | Alzano Virescit |  |

| 19 aprile 1998 30ª giornata | Alzano Virescit | 1 – 1 | Alessandria |  |

| 26 aprile 1998 31ª giornata | Montevarchi | 0 – 1 | Alzano Virescit |  |

| 3 maggio 1998 32ª giornata | Alzano Virescit | 2 – 2 | Saronno |  |

| 10 maggio 1998 33ª giornata | Modena | 0 – 2 | Alzano Virescit |  |

| 17 maggio 1998 34ª giornata | Alzano Virescit | 0 – 0 | Livorno |  |